# Pope (Familienname)
Pope ist ein Familienname.

## Herkunft und Bedeutung
Der Familienname ist größtenteils im englischsprachigen Raum verbreitet.

## Namensträger
- Albert Augustus Pope (1843–1909), US-amerikanischer Unternehmer
- Alexander Pope (1688–1744), englischer Dichter
- Alexander Pope (Maler) (1849–1924), US-amerikanischer Holzbildhauer und Maler
- Amy Pope (* 1974), US-amerikanische Juristin, Generaldirektorin der Internationalen Organisation für Migration
- Annemarie Henle Pope (1907–2001), deutschamerikanische Kunsthistorikerin und Ausstellungsmacherin
- Bill Pope (* 1952), US-amerikanischer Kameramann
- Byron Pope (1893–1973), US-amerikanischer Politiker
- Carly Pope (* 1980), kanadische Schauspielerin
- Cassadee Pope (* 1989), US-amerikanische Popsängerin
- Che Pope (* 1970), US-amerikanischer Hip-Hop Producer
- Chris Pope (* 1952), südafrikanischer Rugby-Union-Spieler
- Clarence Pope (1929–2012), US-amerikanischer anglikanischer Bischof
- Clifford H. Pope (1899–1974), US-amerikanischer Herpetologe und Sachbuchautor
- Conrad Pope (* 1951), US-amerikanischer Komponist und Arrangeur
- Dick Pope (1947–2024), britischer Kameramann
- Dudley Pope (1925–1997), britischer Schriftsteller
- Eddie Pope (* 1973), US-amerikanischer Fußballspieler
- Franklin Leonard Pope (1840–1895), US-amerikanischer Erfinder
- George Uglow Pope (1820–1908), britischer Missionar
- Gus Pope (1898–1953), US-amerikanischer Leichtathlet
- Ieva Pope (* 1994), lettische Badmintonspielerin
- James Pope-Hennessy (1916–1974), britischer Journalist und Schriftsteller
- James Colledge Pope (1826–1885), kanadischer Politiker
- James Pinckney Pope (1884–1966), US-amerikanischer Politiker
- Jeff Pope, britischer Fernsehproduzent und Drehbuchautor
- Jeremy Pope (* 1992), US-amerikanischer Broadway-Theaterkünstler, Schauspieler und Sänger
- John Pope (Politiker) (1770–1845), US-amerikanischer Politiker (Kentucky)
- John Pope (Marineoffizier) (1798–1876), US-amerikanischer Marineoffizier
- John Pope (General) (1822–1892), US-amerikanischer General
- John Pope, bekannt als Rolling Thunder (Schamane) (1916–1997), US-amerikanischer Medizinmann der Cherokee-Indianer
- John Pope-Hennessy (1913–1994), britischer Kunsthistoriker und Direktor des British Museums in London
- John Alexander Pope (1906–1982), US-amerikanischer Kunsthistoriker
- John Russell Pope (1874–1937), US-amerikanischer Architekt
- Kentavious Caldwell-Pope (* 1993), US-amerikanischer Basketballspieler
- Kris Pope (* 1976), kanadischer Schauspieler
- LeRoy Pope (1765–1844), US-amerikanischer Plantagenbesitzer, Rechtsanwalt und Siedler
- Leslie A. Pope (1954–2020), US-amerikanische Szenenbildnerin
- Lucas Pope, US-amerikanischer Computerspielentwickler
- Lynda Pope (* 1953), australische Schachspielerin
- Marcel Cornis-Pope (* 1946), rumänisch-US-amerikanischer Literaturwissenschaftler
- Martin Pope (1918–2022), US-amerikanischer Chemiker
- Maurice Pope (Altphilologe) (1926–2019), britischer Klassischer Philologe
- Maurice Arthur Pope (1889–1978), kanadischer Diplomat
- Mildred K. Pope (1872–1956), britische Romanistin
- Nathaniel Pope (1784–1850), US-amerikanischer Jurist und Politiker
- Nick Pope (* 1992), englischer Fußballtorhüter
- Odean Pope (* 1938), US-amerikanischer Jazzmusiker
- Ollie Pope (* 1998), englischer Cricketspieler
- Patrick H. Pope (1806–1841), US-amerikanischer Politiker
- Paula Pope (1934–1995), US-amerikanische Wasserspringerin
- Peggy Pope (1929–2020), US-amerikanische Schauspielerin
- Robert Pope (* 1967), US-amerikanische US-amerikanischer Comiczeichner und Illustrator
- Ron Pope (* 1983), US-amerikanischer Singer-Songwriter
- Roslyn Pope (1938–2023), US-amerikanische Bürgerrechtsaktivistin
- Saxton Pope (1875–1926), US-amerikanischer Bogenschütze
- Thomas Pope (Politiker, 1507) (1507–1559), englischer Politiker
- Thomas Pope (Schauspieler) († 1603), englischer Komödiant und Akrobat
- Thomas Pope (Politiker, 1825) (1825–1863), kanadischer Politiker, Bürgermeister von Québec
- Una Pope-Hennessy (1875–1949), britische Übersetzerin
- Vyvyan Pope (1891–1941), britischer Generalleutnant
- Walter Pope († 1714), englischer Astronom
- William Pope.L (1955–2023), US-amerikanischer Künstler
- William Henry Pope (1825–1879), kanadischer Politiker
- William Jackson Pope (1870–1939), britischer Chemiker